# Гавайский самарискус
Гавайский самарискус, или коралловый самарискус (лат. Samariscus corallinus), — вид лучепёрых рыб из семейства самаровые (Samaridae) отряда камбалообразных.
В спинном плавнике 75—77 мягких лучей, в анальном плавнике 63—65 мягких лучей. Обитают в Тихом океане у побережья Гавайских островов. Донные субтропические рыбы, встречаются на глубине 79—134 м. Для оценки охранного статуса вида недостаточно данных, он безвреден для человека, объектом промысла не является.